# アカエリヒレアシシギ
アカエリヒレアシシギ（赤襟鰭足鴫、学名：Phalaropus lobatus）は、鳥綱チドリ目ヒレアシシギ科（シギ科に含める説もあり）ヒレアシシギ属に分類される鳥。

## 分布
アフリカ大陸、オーストラリア大陸、北アメリカ大陸、南アメリカ大陸、ユーラシア大陸、インドネシア、キューバ、日本、ハイチ、パプアニューギニア、フィリピン、ブルネイ
北アメリカ大陸北部やユーラシア大陸北部で繁殖し、冬季になるとアフリカ大陸や南アメリカ大陸等で越冬する。日本には渡りの途中に飛来する（旅鳥）。明石海峡では春・秋の渡りの時期に多いときには1万羽を越える群れが観察されることもある。

## 形態
全長19cm。背面の羽毛には褐色の斑点が入る。咽頭部や腹部の羽毛は白い。嘴は細い。
夏羽は腰に1対の白い斑紋がある。頸部の羽毛は赤く、和名や英名の由来と思われる。頸部の羽毛の赤味はメスの方が強い。冬羽は頭部が頭頂部を除いて白く、嘴から眼を通り側頭部にかけて筋模様（過眼線）が入る。過眼線は黒い。体格はメスの方が大きい。

## 生態
海岸や河川、湖、池沼等に生息する。鳴き声は日本語圏では、「プリープリー」と聞こえる。
食性は動物食で、昆虫類、節足動物、甲殻類等を食べる。
ヒレアシシギ属の鳥類一般にあてはまることであるが、繁殖期にはメス同士が産卵場所をめぐって争い、交尾相手のオスと巣を激しく防衛する。産卵を終えたメスはすぐに南への渡りを開始し、抱卵と育雛はオスのみが行う。巣は沼地の付近の地面につくられる。雛は自ら餌を取ることが多く、孵化後20日以内に飛翔できるようになる。

## 国内におけるエピソード
2017年8月30日に宮城球場で行われた楽天対西武戦において、南下中に迷鳥となったと思われるアカエリヒレアシシギの大群が球場内にとどまり試合が一時中断された事例がある。また、2022年9月20日にZOZOマリンスタジアムで行われたロッテ対オリックス戦でも試合中にアカエリヒレアシシギの群れが迷い込み、試合が一時中断される事態になった。
2017年に宮城球場に飛来したアカエリヒレアシシギを追い払おうとした際、スタッフが笛を吹きながら追い掛け回したり、花火を打ち上げるなどしたが、球場内にとどまり続けたたが、照明を消したところ飛び去った。
しかし、2022年のゾゾマリンスタジアムでは、観客協力の下スタジアム内やスマートフォンなどの消灯や、鳥対策用に事前に準備していた大型鳥類の鳴き声やバズーカ音などの大きな音を流すも効果がなく、群れの一部がグラウンド内に居座る事態になってしまった。最終的にロッテベンチから角中勝也がバットを持って出て、追いかけ回したところ鳥の群れが飛び立ち、その後試合が21分ぶりに再開された。
その他、2010年9月に桐生競艇場でナイター照明でのレース中、約1000羽のアカエリヒレアシシギの群れが水面に飛来し、安全確保のためレースを一時中断する出来事が発生。2021年9月には、国立競技場で夜間帯に行われていた東京パラリンピックの陸上競技の開催中に同鳥の群れが会場に迷い込むなどしている。
ゾゾマリンスタジアムでの珍事の翌日に、鳥類の研究をしている山階鳥類研究所は地元紙である千葉日報の取材に対し、「昔から時々はあることで、昭和時代には後楽園球場のナイター照明にアカエリヒレアシシギが引き寄せられたことがある 」と回答。「アカエリヒレアシシギはなぜ、ナイター照明に引き寄せられるのか」という記者の質問に対し、「水辺の鳥であり、基本的には水面を探しているが、グラウンドが照明で光っていたり、雨で濡れたりしていると、水面と誤認するのかもしれない」と回答している。「照明の消灯や大きな音は、アカエリヒレアシシギが飛び立ってもらうのに効果はあるのか」という質問に対しても、「ナイター照明に引き寄せられていると考えられるため、照明を落とすのは効果があるかもしれない。音を鳴らすというのは、鳥の群れを驚かせるということだろうが、果たしてどうか」とした上で、「迷い込んだアカエリヒレアシシギを追い払うのに『これが特効薬である』というのは正直分からない」と回答している。

## 画像

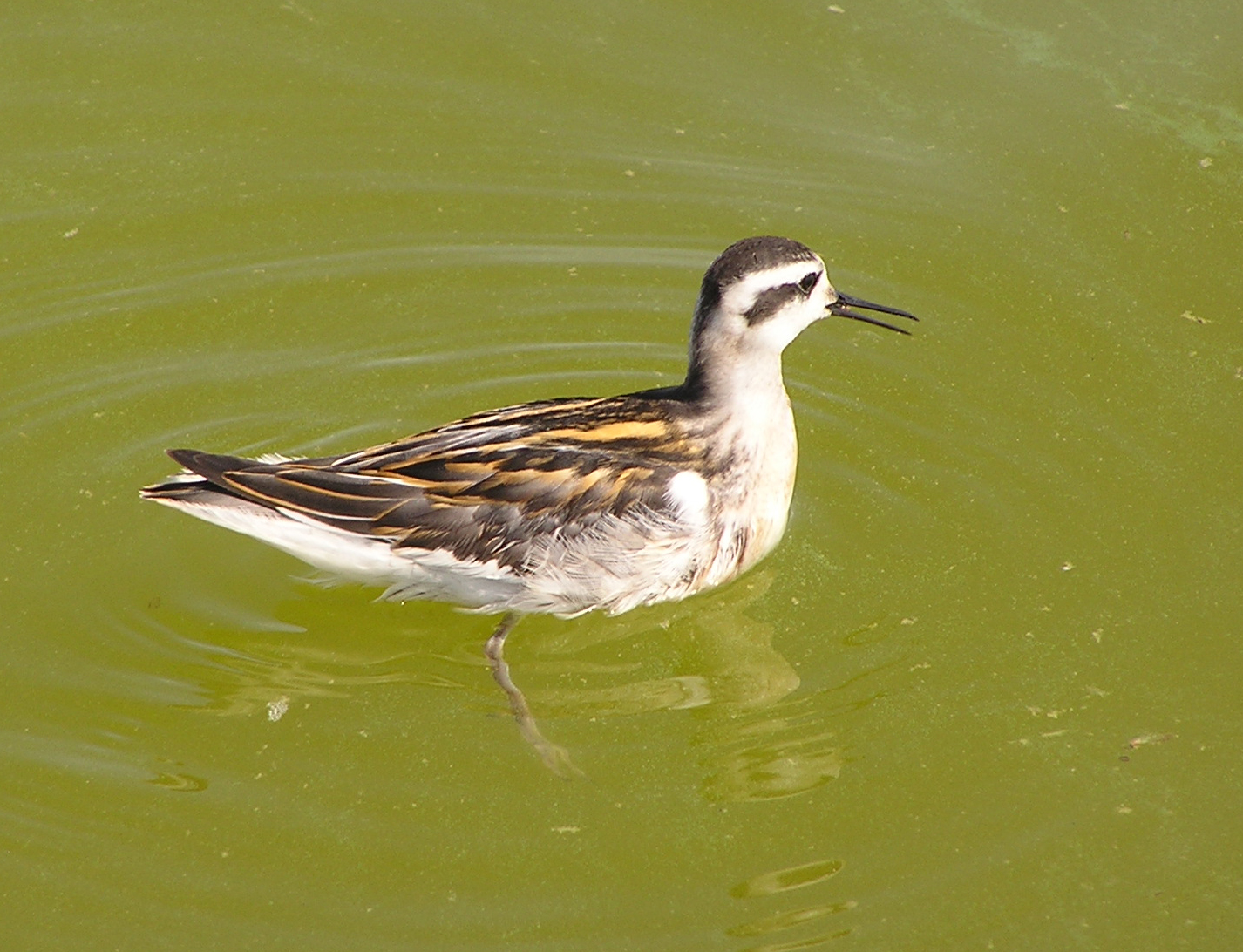
冬羽
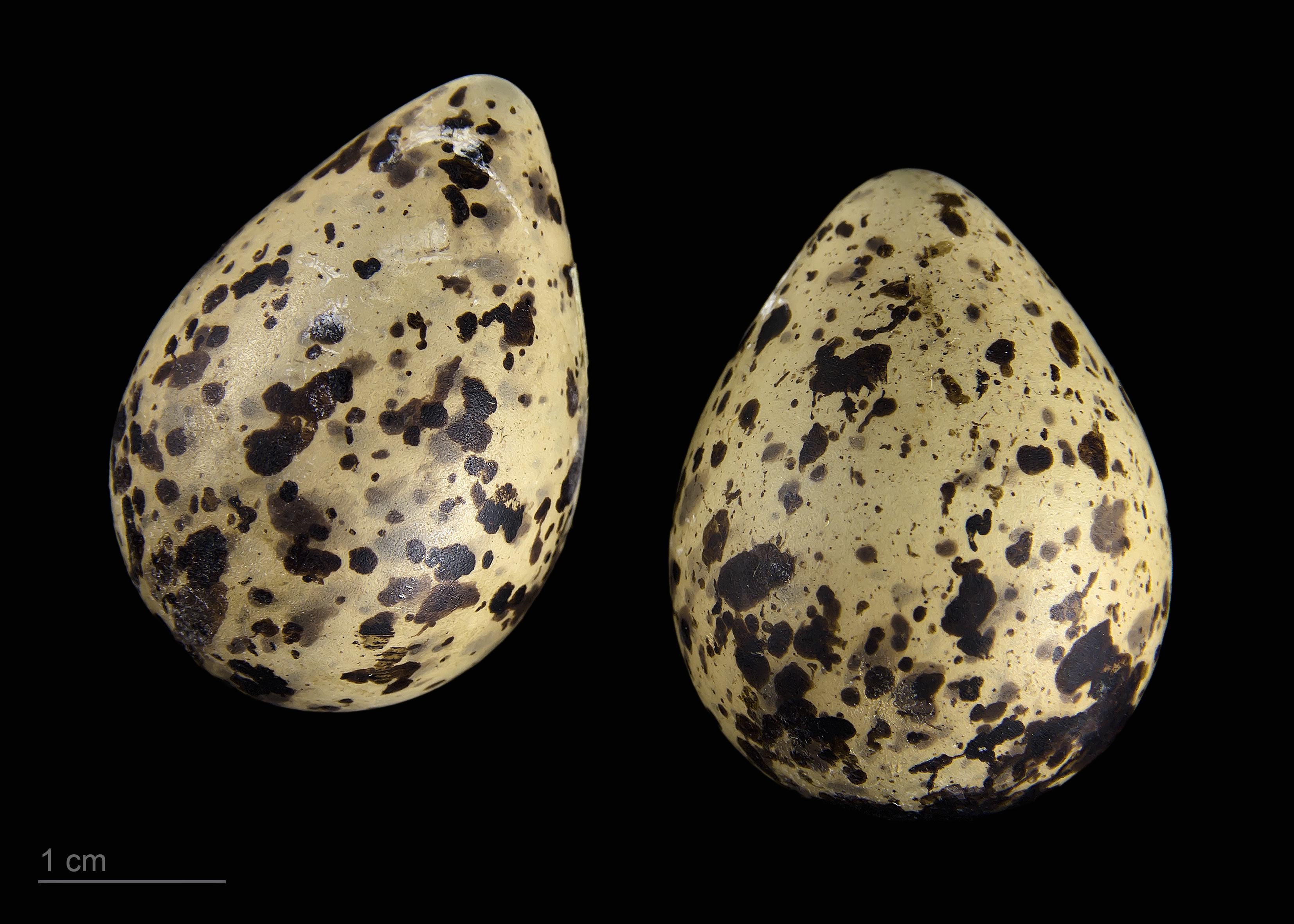
Museum specimen